# Trattura

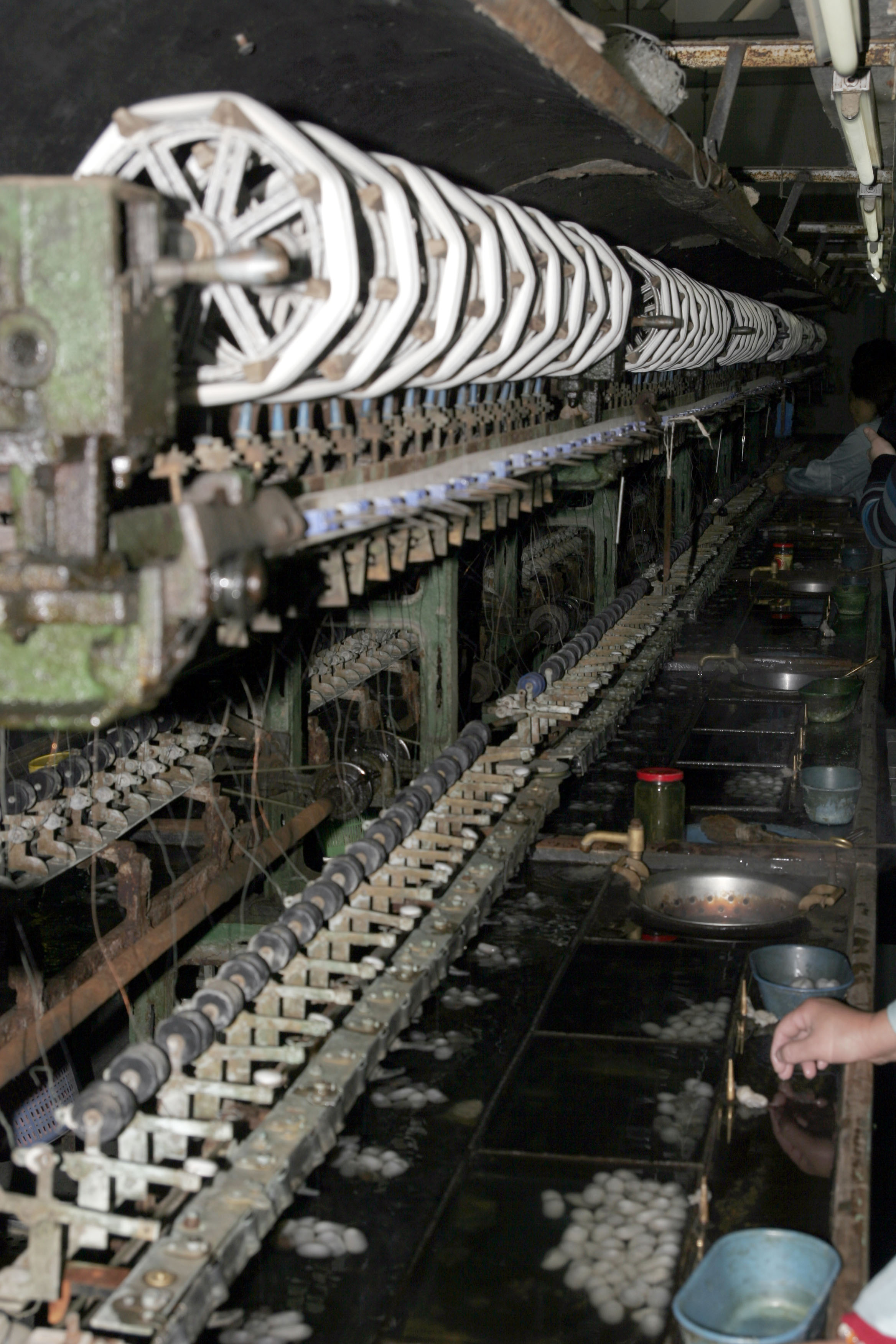
Vasche di trattura in una moderna filanda cinese

La trattura è l'operazione che permette di ricavare il filo di seta dal dipanamento dei bozzoli del baco da seta. Con questo termine, dal latino tardo tractūra, da trahĕre trarre  si indicano nell'industria tessile, vari passaggi di lavorazione nella produzione del filato di seta. 
Poiché il filo prodotto dal baco è una bava continua, la produzione del filato di seta non si ottiene con una vera e propria filatura ma con trattura e torcitura.

## Fasi della lavorazione[3]
- maceratura: i bozzoli vengono messi a macerare in bacinelle contenenti acqua calda da 70 °C a 90 °C. L'acqua calda permette l'ammollamento della parte gommosa (la sericina) che tiene coeso il filo di bava che forma la parete del bozzolo, in seguito si passa alla:
- spelaiatura: asportazione della peluria, detta spelaia o strusa, che ricopre i bozzoli
- scopinatura : sfregando i bozzoli con uno spazzolino si trova il capofilo, l'inizio della bava che forma il bozzolo[4]
- trattura: individuati i capofilo di due o più bozzoli,  si attaccano ad un aspo che provvede allo srotolamento [5]

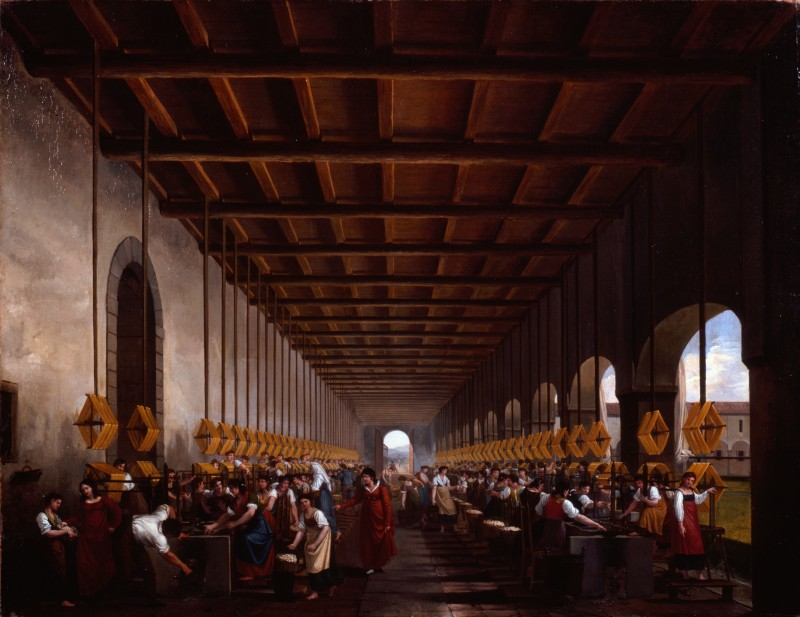
Pietro Ronzoni - Filanda nel bergamasco

Per ottenere un filato consistente si rendono necessarie altre quattro ulteriori operazioni: incannaggio, stracannaggio, binatura e torcitura.